# Campionato mondiale di scherma 1955
Il Campionato mondiale di scherma del 1955 si è svolto a Roma, in Italia, presso il Palazzo dei Ricevimenti e dei Congressi.
Sono stati assegnati 2 titoli femminili e 6 titoli maschili:
- femminile
  - fioretto individuale
  - fioretto a squadre
- maschile
  - fioretto individuale
  - fioretto a squadre
  - sciabola individuale
  - sciabola a squadre
  - spada individuale
  - spada a squadre

## Risultati

### Uomini
| Evento                          | Oro | Argento                                                                                          | Bronzo                                                                                             |
| Spada                           | |                                                                                                  | |
| Spada individuale (dettagli)    | Giorgio Anglesio                                                                                                  | Franco Bertinetti                                                                                | Carlo Pavesi                                                                                       |
| Spada a squadre (dettagli)      | Italia Giorgio Anglesio Franco Bertinetti Giuseppe Delfino Edoardo Mangiarotti Carlo Pavesi Alberto Pellegrino    | Francia Édouard Artigas Daniel Dagallier Maurice Huet Armand Mouyal Claude Nigon René Queyroux   | Ungheria Lajos Balthazár Barnabás Berzsenyi József Marosi Ambrus Nagy Béla Rerrich József Sákovics |
| Fioretto                        | |                                                                                                  | |
| Fioretto individuale (dettagli) | József Gyuricza                                                                                                   | Christian d'Oriola                                                                               | Jacques Lataste                                                                                    |
| Fioretto a squadre (dettagli)   | Italia Giancarlo Bergamini Luigi Carpaneda Manlio Di Rosa Vittorio Lucarelli Edoardo Mangiarotti Antonio Spallino | Ungheria Mihály Fülöp József Gyuricza József Marosi Kázmér Pacséri Bertalan Szőcs Endre Tilli    | Regno Unito Harry Cooke Bill Hoskyns Allan Jay René Paul Osmund Reynolds                           |
| Sciabola                        | |                                                                                                  | |
| Sciabola individuale (dettagli) | Aladár Gerevich                                                                                                   | Rudolf Kárpáti                                                                                   | Renzo Nostini                                                                                      |
| Sciabola a squadre (dettagli)   | Ungheria Aladár Gerevich Jenő Hámori Rudolf Kárpáti Attila Keresztes Pál Kovács Endre Palócz                      | Italia Giuseppe Comini Gastone Darè Roberto Ferrari Arturo Montorsi Luigi Narduzzi Renzo Nostini | Unione Sovietica Leonid Bogdanov Jevhen Čerepovs'kyj Lev Kuznecov Jakov Ryl'skij David Tyšler      |

### Donne
| Evento                          | Oro | Argento | Bronzo                                                                                               |
| Fioretto                        | | | |
| Fioretto individuale (dettagli) | Lídia Dömölky-Sákovics                                                                                     | Bruna Colombetti                                                                                             | Ilona Elek                                                                                           |
| Fioretto a squadre (dettagli)   | Ungheria Lídia Dömölky-Sákovics Ilona Elek Margit Elek Katalin Kiss Magdolna Nyári-Kovács Zsuzsanna Morvay | Francia Kate Bernheim Renée Garilhe Jacqueline Lorient Françoise Mailliard Jacqueline Thomas Régine Veronnet | Italia Irene Camber Velleda Cesari Bruna Colombetti Vera Mantovani Leopolda Predaroli Silvia Strukel |

## Medagliere
| Posizione | Nazione          |   |   |   | Totale |
| --------- | ---------------- | - | - | - | ------ |
| 1         | Ungheria         | 5 | 2 | 2 | 9      |
| 2         | Italia           | 3 | 3 | 3 | 9      |
| 3         | Francia          | 0 | 3 | 1 | 4      |
| 4         | Regno Unito      | 0 | 0 | 1 | 1      |
| 4         | Unione Sovietica | 0 | 0 | 1 | 1      |
| Totale    | Totale           | 8 | 8 | 8 | 24     |